# Germarostes otonga
Germarostes otonga är en skalbaggsart som beskrevs av Alberto Ballerio och Gill 2008. Germarostes otonga ingår i släktet Germarostes och familjen Hybosoridae. Inga underarter finns listade i Catalogue of Life.